# El Bonillo
El Bonillo község Spanyolországban, Albacete tartományban. Lakosainak száma 2624 fő (2024).

## Földrajza
El Bonillo Alcaraz, Villanueva de la Fuente, Villahermosa, Ossa de Montiel, Villarrobledo, Munera, Lezuza, Robledo, El Ballestero és Viveros községekkel határos.

## Népesség
A település lakosságának változását az alábbi diagram mutatja:
| Lakosok száma | 3283 | 3193 | 3164 | 3069 | 3033 | 2956 | 2889 | 2779 | 2718 | 2624 |
|               | 2001 | 2004 | 2006 | 2009 | 2011 | 2014 | 2016 | 2019 | 2021 | 2024 |